# Lophoblatta petropolitana
Lophoblatta petropolitana är en kackerlacksart som beskrevs av Rocha e Silva och João de Carvalho e Vasconcellos 1987. Lophoblatta petropolitana ingår i släktet Lophoblatta och familjen småkackerlackor. Inga underarter finns listade i Catalogue of Life.